# Phidippus dianthus
Phidippus dianthus är en spindelart som beskrevs av Edwards 2004. Phidippus dianthus ingår i släktet Phidippus och familjen hoppspindlar. Inga underarter finns listade i Catalogue of Life.